# القارة السمراء

علم الأولمبياد والدائرة السوداء التي تمثل القارة الأفريقية

علم الاتحاد الأفريقي الجديد

القارة السمراء هو مصطلح يطلق على قارة أفريقيا. سبب التسمية جاء من كون غالبية سكان القارة هم من أصحاب البشرة السمراء والسوداء بنسبة أكثر من 75%.
كذلك تمثل قارة أفريقيا في الألعاب الأولمبية بدائرة سوداء اللون.